# Schronisko turystyczne „Magura-Kąpielisko”
Schronisko turystyczne „Magura-Kąpielisko” – nieistniejące górskie schronisko turystyczne w Beskidzie Śląskim, na północno-wschodnim zboczu Magury Klimczokowej, na wysokości ok. 1000 m n.p.m.

## Historia
Dzierżawca schroniska Klementinenhütte pod Klimczokiem, Emil Girsig, w drugiej połowie lat 30. XX wieku zbudował na widokowej polanie na stoku Magury odkryty basen kąpielowy, a następnie, krótko przed wybuchem II wojny światowej, rozpoczął w jego sąsiedztwie wznoszenie drewnianego schroniska. Budowę kontynuowano w czasie okupacji. Schronisko, uruchomione zimą 1943/44, prowadziła córka Giersiga, Wanda Śniegoń. Pod koniec wojny budynek schroniska zajął Wehrmacht, a Giersig z córką ewakuowali się pospiesznie przed frontem na zachód. W połowie lutego 1945 obiekt został ostrzelany przez artylerię Armii Czerwonej, stacjonującą w zajętych już Mikuszowicach i spłonął.
Schronisko nie zostało odbudowane i dziś trudno znaleźć jego ślady. Również basen popadł w ruinę. Jego pozostałości (zachowała się murowana niecka basenu) znajdują się przy szlaku  z Bystrej na Magurę, tuż powyżej drogi którą biegną znaki.